# Mustafa Sarıgül

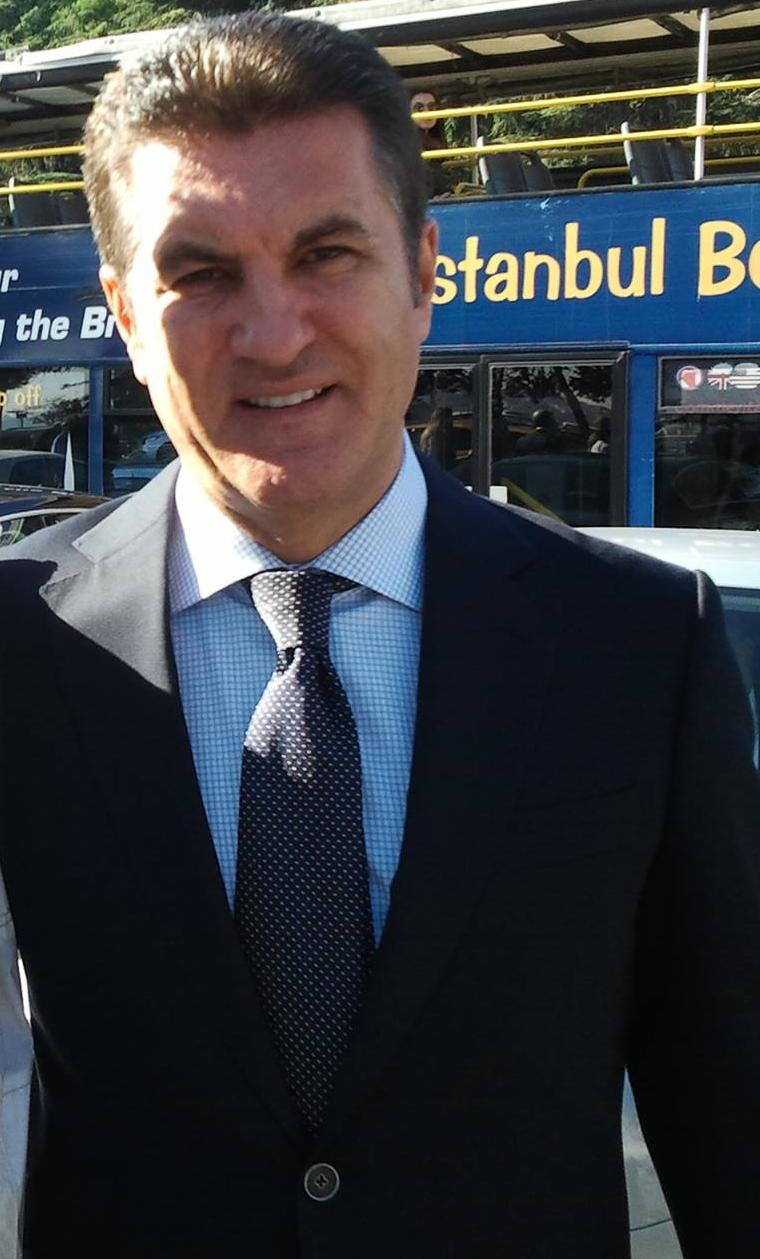
Mustafa Sarıgül (2013)

Mustafa Sarıgül (* 15. November 1956 in İliç, Provinz Erzincan) ist ein türkischer Schriftsteller, Unternehmer und Politiker. Er war von 1999 bis 2014 Bürgermeister des Istanbuler Stadtbezirks Şişli, wo er die letzten beiden Male als Kandidat der Republikanischen Volkspartei (CHP) gewählt wurde.

## Leben
Sarıgül stammt aus dem Dorf Güngören bei Erzincan, wo er auch zur Grundschule ging. Seinen Vater, ein Türsteher und Lagerarbeiter in Istanbul, sah Sarıgül erst mit sechs Jahren. Mit dem Umzug seiner Familie nach Istanbul studierte er an der Marmara-Universität und graduierte an der Fakultät für Professurwesen. Danach leitete er die İETT, ein Nahverkehrsunternehmen im Großraum Istanbul. Bei den Parlamentswahlen 1987 wurde er als Mitglied der Sosyaldemokrat Halkçı Parti (SHP) mit einem Rekord-Wahlergebnis in der Stadt Istanbul zum jüngsten Parlamentsmitglied der Türkei gewählt.
1999 bis 2002 war Sarıgül unter Ministerpräsident Bülent Ecevit Mitglied der Demokratischen Linkspartei (DSP). Am 19. April 1999 wurde er mit überwältigender Mehrheit als Nachfolger von Cüneyt Akgün zum Oberbürgermeister von Şişli gewählt. 2002 trat er in die Partei der Neuen Türkei ein, die der bisherige Außenminister İsmail Cem in einer Regierungskrise gegründet hatte, bevor er 2003 Mitglied der Republikanischen Volkspartei (CHP) wurde, aus der die DSP ursprünglich hervorgegangen war. Innerhalb der CHP war Sarıgül ein innerparteilicher Rivale des Vorsitzenden Deniz Baykal, der die sozialdemokratische Partei nach rechts lenkte, und wurde 2005 aus der Partei ausgeschlossen. Nach einer Zeit als Unabhängiger kündigte er 2008 an, wieder Mitglied der DSP zu werden.
Nach katastrophalen Ergebnissen der DSP 2009 auf Kommunalebene gründete er eine neue politische Bewegung namens Bewegung für Wandel in der Türkei (Türkiye Değişim Hareketi) und begann damit, die Bewegung in eine neue politische Partei umzuwandeln. Da jedoch seit 2010 Kemal Kılıçdaroğlu den Parteivorsitz in der Republikanischen Volkspartei innehat, kooperiert Sarıgül mit der CHP. Bei den Kommunalwahlen 2014 war er Oberbürgermeisterkandidat der CHP für ganz Istanbul, unterlag jedoch dem Kandidaten der Adalet ve Kalkınma Partisi, Kadir Topbaş.
2019 trat er als Kandidat für die Demokratik Sol Parti bei den Lokalwahlen in seinem Heimatbezirk Şişli an. Er erreichte mit 28,82 % den zweiten Platz hinter dem Kandidaten der CHP Muammer Keskin.
2020 gründete er mit der Türkiye Değişim Partisi eine eigene Partei.
Bei den Parlamentswahlen am 14. Mai 2023 trat Sarıgül auf Listenplatz 1 in Erzincan für die CHP an und konnte einen Parlamentssitz erringen.

## Familie
Mustafa Sarıgül hat zwei Kinder, Ömer und Emir Sarıgül. Er ließ sich 2008 von seiner zweiten Frau Aylin Kotil scheiden. Seine erste Frau Gülsüm Köksaloğlu starb.

## Werke
Mustafa Sarıgül ist der Autor zweier Bücher;
- TBMM'de Bir Milletvekili
- İstanbul'da Direksiyon Sallamak[8]